# 中央鋼索線

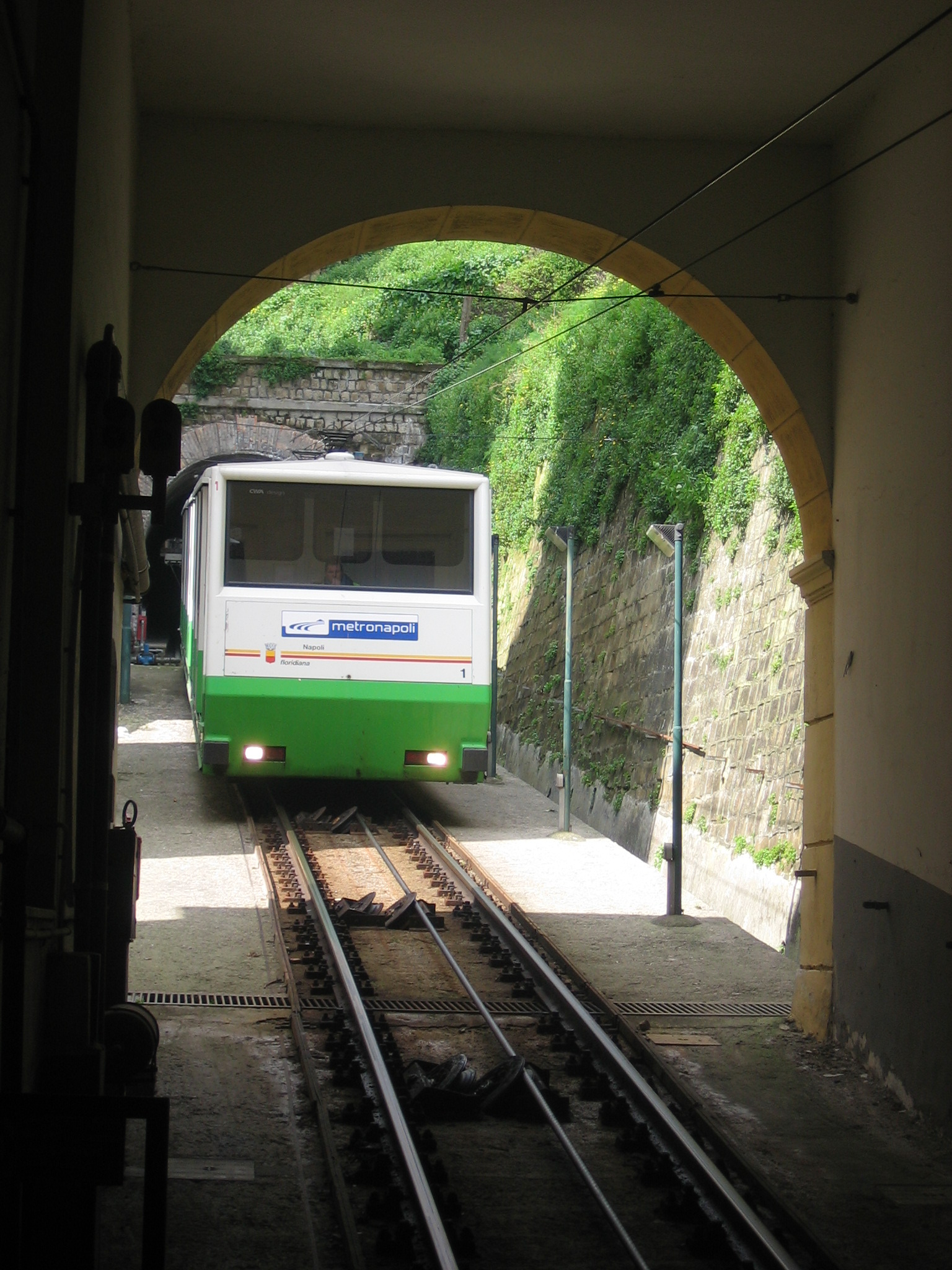
中央鋼索線

中央鋼索線、フニコラーレ・チェントラーレ線 (Funicolare Centrale) は、ヴォーメロの中心部にあるフーガ広場（ナポリ地下鉄 Linea 1のヴァンヴィテッリ駅の近く）と、繁華街であるドゥーカ・ダオスタ小広場（ウンベルト1世のガッレリーアとプレビシート広場の近く）とを結ぶ公共交通路線である。その広場は「アウグステオ小広場」として同名の劇場への通路として知られている。
1928年に建設され、ナポリの4つのケーブルカーのうちで最も長く最も頻繁に運転される。多客時には、中間駅を通過する運転が行われる。三両編成。実際、その全長は1,270mで平均斜角は13%、4つの駅（両端の駅の他にペトライオとコルソ・ヴィットーリオ・エマヌエーレ）がある。
ヴォーメロに発着するケーブルカー3本の中央の路線である。ヴォーメロ側の各ケーブルカー駅と地下鉄駅は全て近くにあるが、モンテサント線だけは専用の連絡道は作られていないため一般道を利用する（途中エスカレータがある）。
1990年代には、設備は何度も修復と新型で空調、ステレオ、その他設備付の車両への入れ換えのための休止が行われた。上の駅の内部では初期の車両が常時保存されており、特別な機会には公開される。

## 路線データ
- 路線距離（営業キロ）：1.27km
- 軌間：1435mm
- 駅数：4駅（起終点駅含む）
- 高低差：170m
- 乗客数：450人

## 駅
| 駅                                                          | 連絡                | 備考 |
| ----------------------------------------------------------- | ------------------- | ---- |
| P.zza Fuga （フーガ広場）                                   | linea 1、キアイア線 | 有効 |
| Petraio-Via Palizzi （ペトライオ＝パリッツィ通り）          |                     | 有効 |
| C.so Vittorio Emanuele （ヴィットーリオ・エマヌエーレ通り） |                     | 有効 |
| P.tta Duca d'Aosta （ドゥーカ・ダオスタ小広場）             |                     | 有効 |

## 路線図
|  |  | Piazza Fuga            |  |
|  |  |                        |  |
|  |  |                        |  |
|  |  |                        |  |
|  |  | Petraio-Via Palizzi    |  |
|  |  | C.so Vittorio Emanuele |  |
|  |  | Piazzetta Duca d'Aosta |  |